# Santa Margarida (Minas Gerais)
Santa Margarida é um município brasileiro do estado de Minas Gerais. Sua população recenseada em 2022 era de 16 395 habitantes.

## Etimologia
O topônimo é uma referência à Santa Margarida de Antioquia.

## História
Diz a tradição que no início do século XIX o padre Bento de Souza Lima, homem aventureiro e empreendedor, reuniu seus escravos e, partindo de Catas Altas da Noruega, se estabeleceu em terras da fazenda da Grama, às margens do ribeirão de São Domingos. Atraído pela beleza e potencial da região, o padre adquiriu terras e deu início ao seu povoamento, explorando as riquezas do solo e difundindo a fé cristã. Em 1871, é estabelecida a Paróquia de Santa Margarida e, em 1948, é criado o município, que se desmembra de Matipó. Santa Margarida está situada entre vários montes e vales, cortados por ribeirões que atravessam belas matas e cafezais.  

## Economia
Café. Santa Margarida, por sua altitude e clima, propicia excelentes condições para produção de café de qualidade, sendo a 2ª maior produtora de café da Zona da Mata mineira.

## Turismo
Santa Margarida tem relevo marcado por montanhas e trilhas o que possibilita a prática de esportes radicais, turismo rural e direção off-road.

## Santa Padroeira
Santa Margarida

## Festividade histórica
No dia de São Jorge, 23 de abril, a comunidade se reúne e promove cavalgada pelas ruas. Trata-se da mais organizada cavalgada da Zona da Mata, chegando a reunir mais de 1.000 cavaleiros.
Há também a EXPOCAFÉ, uma animada festa que reúne diversos cantores em uma grande exposição artesanal e agropecuária.

## Prefeitura
A prefeitura de Santa Margarida, terá a partir do dia 01/17 o mandato do Sr. Geraldo Schiavo  e vice Ilbinele Santana Otoni.
Mandato:2017 - 2020.
Prefeito: Geraldo Schiavo  Vice-prefeito: Ilbinele Santana  Otoni 
Mandato:2017 – 2020 
Prefeito: Geraldo Magela Henrique 2013-2016
Mandato:2013 – 2016 
Prefeito: Geraldo Schiavo 2009-2012
Mandato:2005 – 2008
Prefeito: Geraldo Schiavo  Vice-prefeito: Geraldo Magela Henrique
Mandato:2001 – 2004
Prefeito: Manoel Pereira Lima  Vice-prefeito: Geraldo Schiavo
Mandato:1997 – 2000
Prefeito: Regina Célia Otoni Campos  Vice-prefeito: Antônio Paulino de Santana
Mandato:1993 – 1996
Prefeito: Wagner Soares Lima  Vice-prefeito: Regina Célia Otoni Campos
Mandato:1989 – 1992
Prefeito: Manoel Pereira Lima  Vice-prefeito: Waldemar de Paula Portes 
Mandato:1983 – 1988
Prefeito: Edu Félix Pimentel   Vice-prefeito: Fernando Sales de Ornelas
Mandato:1978 – 1982
Prefeito: Antônio Chaves Teixeira  Vice-prefeito: Mozart Otoni
Mandato:1974 – 1977
Prefeito: Antônio Fernandes da Rocha   Vice-prefeito: Manoel Pereira Lima
Mandato:1972 – 1973
Prefeito: Edu Félix Pimentel   Vice-prefeito: Májolo Costa Machado
Mandato:1968 – 1971
Prefeito: Manoel Pereira Lima   Vice-prefeito: Antônio Fernandes da Rocha
Mandato:1964 – 1967
Prefeito: Antônio Soares Filho  Vice-prefeito: Felisberto Pereira de Albuquerque
Mandato:1960 – 1963
Prefeito: João Pagano Sobrinho  Vice-prefeito: Adolpho Lopes de Carvalho
Mandato:1956 – 1959
Prefeito: Milton Vieira Campos   Vice-prefeito: Antônio Fernandes Rocha
Mandato:1953 – 1955
Prefeito: José Pereira Lima   Vice-prefeito: Antônio Soares Filho
Mandato:1949 – 1952
Prefeito: Padre Antônio Raimundo Galdino Gomes   Vice-prefeito: Firmo Carlos Portes